# Ehrennadel der Großen Kreisstadt Aue-Bad Schlema und Jungunternehmerpreis
Die Ehrennadel der Großen Kreisstadt Aue-Bad Schlema ist eine Auszeichnung, die die Stadt Aue-Bad Schlema an verdienstvolle Bürger für ihr ehrenamtliches Engagement und ihre besonderen Verdienste um das Gemeinwohl der Stadt vergibt. Die Auszeichnung geht zurück auf den im Jahr 2011 in Aue begründeten Preis der Goldenen Brückenehrennadel. Ab 2013 gab es auch in Bad Schlema für das Engagement zum Gemeinwohl eine Ehrennadel. Die gemeinsame Verleihung hat der Stadtrat im November 2020 beschlossen.
Ab dem Jahr 2016 kam die Auszeichnung des besten Jungunternehmers hinzu, die den Städtebund Silberberg umfasst.
Die Preise werden im Folgejahr in einer öffentlichen Feierstunde anlässlich des Neujahrsempfangs durch den Oberbürgermeister überreicht.

## Geschichte

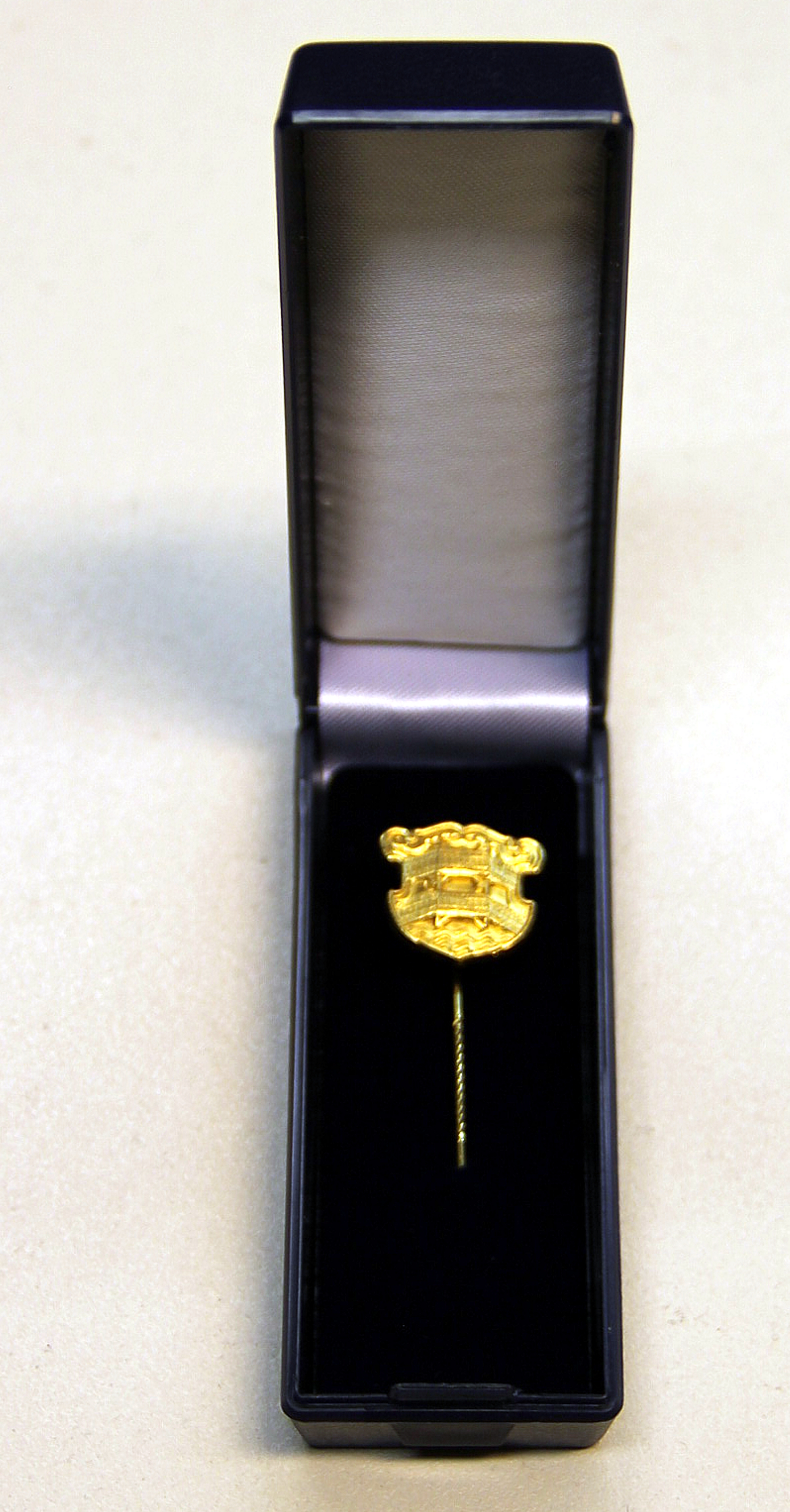
Goldene Brücken-Ehrennadel im Präsentationsetui

Im Jahr 2010 beschloss der Rat der Großen Kreisstadt Aue, verdienstvolle Personen für ihre kulturellen, wirtschaftlichen, politischen oder umwelt- und sportlichen Aktivitäten mit einem medienwirksamen Preis auszuzeichnen. Neben der Ehrenbürgerschaft und der Benennung von Straßen, Plätzen oder Parks wurde die Anfertigung und Einführung der Goldenen Brückenehrennadel festgelegt. Diese vom Künstler Manfred Hecker gestaltete vergoldete Anstecknadel hat die Form des Auer Wappens und nahm Bezug auf die zahlreichen Brücken der Stadt (siehe Bild). Die öffentliche Auszeichnung erfolgte jährlich im Januar beim Neujahrsempfang des Oberbürgermeisters, mehrere Nadeln konnten verliehen werden, dann wird die Summe entsprechend aufgeteilt. – In den folgenden Tabellen sind das Bezugsjahr und ggf. das Übergabejahr angegeben.
Im Jahr 2016 wurde beim Neujahrsempfang des Oberbürgermeisters erstmals zusätzlich ein Jungunternehmerpreis vergeben, der von den Kommunen des Städtebundes Silberberg, der Freien Presse, der Deutschen Bank Aue und der IGA (Industrie- und Gewerbevereinigung Aue) gemeinsam ausgelobt wird. Dieser Preis war anfangs eine jährlich von einem anderen Künstler gefertigte Trophäe, verbunden mit einer kleinen Geldsumme. Seit 2021 ist es immer dasselbe Kunstwerk. Es ist jedoch kein Wanderpreis, sondern wird jährlich neu abgegossen und mit dem Namen des Siegers versehen.
Der Rat der Stadt Bad Schlema beschloss im Jahr 2013, ebenfalls verdienstvolle Bürger mit einer Ehrennadel auszuzeichnen. Diese Nadel zeigte nun das Wappen der Kurstadt.

## Bisherige Ehrennadel-Träger

### Brückenehrennadel in Aue
| für das Jahr Übergabejahr | Name                          | "\| Funktion | Auszug aus der Begründung, Bemerkungen |
| ------------------------- | ----------------------------- | --- | --- |
| 2010 2011                 | Rainer Hillebrand             | Vorsitzender/Leiter des Erzgebirgssportvereins, Sektion Schach (ESV)                                                                          | „Seit 50 Jahren steht Rainer Hillebrand an der Spitze des Schachsportes in Aue“. Der ESV ist seit Jahren überregional erfolgreich und spielt seit 2010 in der deutschen Schachbundesliga. |
| 2010 2011                 | Christoph Rink                | Mediziner | Der gebürtige Chemnitzer war jahrelang einer der Chefärzte des Helios-Klinikums Aue. Rink hat sich sehr für die Region engagiert, u. a. viele Jahre als Vorsitzender der Freunde und Förderer der Erzgebirgischen Philharmonie Aue für den Erhalt des Orchesters gesorgt. Außerdem konnte er im Mai 2010 erstmals einen Ärztekongress nach Aue holen. Im Mai 2011 schied Rink aus dem Berufsleben aus und zog nach Halle zurück. |
| 2011 2012                 | Ingrid und Lothar Fischer     | Ingrid Fischer, Kantorin der Friedenskirche (Aue-Zelle) Lothar Fischer, Musiker und Komponist                                                 | Die Begründungen lauteten: „Ingrid Fischer hat das gute Ansehen der Auer Friedenskirche als Ort hervorragender Kirchenmusik gefördert. In aller Bescheidenheit und mit ruhiger vermittelnder Art begeisterte sie andere für die Musik. So entwickelte sich, dank ihrer geschickten Leitung, der Chor zu meisterlicher Größe. ... Gemeinsam mit Ehemann Lothar Fischer gestaltete sie Konzerte für Orgel und Trompete.“ „Auch das Leben Lothar Fischers ist der Musik gewidmet. Als Hommage an seine Heimatstadt komponierte er Mein Auertal im Erzgebirg und den Auer Bergmarsch. Er versteht es, die Liebe zur Musik an andere weiterzugeben und vor allem die junge Generation zu begeistern.“ Lothar Fischer verstarb am 29. April 2017. |
| 2011 2012                 | Horst Klein                   | Leitender Verwaltungsdirektor der Auer Partnerstadt Solingen im Jahr der friedlichen Revolution                                               | „Mit viel persönlichem Einsatz hat er Anfang der neunziger Jahre selbst aktive Aufbauhilfe in der Auer Stadtverwaltung geleistet und auch andere Solinger für den Partnerschaftsgedanken begeistert. Dank seines persönlichen Engagements und der notwendigen Unterstützung durch die Stadt Solingen konnten 1993 zahlreiche Verwaltungsmitarbeiter die erste Angestelltenprüfung ablegen.“ Horst Klein verstarb am 12. April 2020. |
| 2012 2013                 | Wolfgang Kaden                | Urologe, Klinikdirektor | Prof. Dr. med. Kaden war im damaligen Krankenhaus Aue der Initiator und Vorreiter einer modernen Urologie im Erzgebirge, die am 1. August 1961 gegründet wurde. Bekannt geworden durch die Entwicklung der künstlichen Niere Aue I und II, führte er die Urologische Klinik in Aue mit 12 Dialyseplätzen zu einer der modernsten außeruniversitären Einrichtungen Ostdeutschlands. Auf dem Gebiet der künstlichen Niere war er durch die Entwicklung derselben Pionier in der DDR. Im Jahr 2014 verstorben. |
| 2013 2014                 | Manfred Blechschmidt          | Leiter des Erzgebirgsensembles von 1964–1989                                                                                                  | verliehen anlässlich des 50. Jahrestages der Gründung. Das unter Blechschmidt 1963 gegründete Erzgebirgsensemble Aue schuf für Generationen von Künstlern eine Heimstatt und ein Podium für einzigartiges künstlerisches Schaffen. Bedeutungsvoll war die Zusammenführung mehrerer Mundartgruppen zu einem leistungsstarken Ensemble, das die Traditionen und Bräuche des Erzgebirges pflegte, fortentwickelte und in viele Länder trug. Am 1. Dezember 2015 verstorben. |
| 2013 2014                 | Steffen Kindt                 | Leiter des Erzgebirgsensembles seit 1991 | Engagement zum Erhalt des Kulturensembles, verliehen anlässlich des 50. Jahrestages der Gründung. Steffen Kindt gelang es, das Erzgebirgsensemble durch zielstrebiges Arbeiten weiterzuentwickeln und zu profilieren. Die Einrichtung mit den Schwerpunkten Tradition und Brauchtumspflege entwickelte sich schrittweise zu einer bedeutenden Kulturinstitution in Aue und der Region. |
| 2013 2014                 | Gottfried Schüller            | Präsident der Sportgemeinschaft Nickelhütte Aue                                                                                               | Schüller, gebürtiger Lößnitzer, seit 2005 im Amt als Präsident der SG Nickelhütte Aue e. V., kümmert sich vor allem auch um den Nachwuchs der Handballsektion. |
| 2014 2015                 | Martin Henselin               | stellvertretender Bürgermeister; gehörte zur ersten Stadtverordneten-Versammlung der Nachwendezeit                                            | Martin Henselin wurde in der Zeit der Wende bekannt, weil er bei den Montagsdemos auftrat. Nach 1990 übernahm er zahlreiche Ehrenämter in der Stadt. |
| 2014 2015                 | Walter Wagner                 | stellvertretender Bürgermeister; gehörte zur ersten Stadtverordneten-Versammlung der Nachwendezeit                                            | Wagner hat in der Wendezeit mit seiner Kamera die Aktionen der Bürger festgehalten und veröffentlicht. Er gilt im Ort daher als wichtigster Fotograf der friedlichen Revolution in Aue. Zudem gehörte Wagner dem Runden Tisch und der ersten neuen Stadtverordnetenversammlung in Aue an. Walter Wagner verstarb am 24. Oktober 2017. |
| 2014 2015                 | Heinz-Günter Kraus            | 1990 bis 1994 erster Landrat des Landkreises Aue                                                                                              | Kraus übernahm nach der Wende politische Verantwortung; er brachte sein Wissen und sein Interesse an der Geschichte der Stadt Aue in das Projekt 20 Jahre friedliche Revolution im Altlandkreis Aue ein. In diesem Rahmen schrieb er das Buch: „Lass uns Dir zum Guten dienen“. Außerdem organisierte er eine Wanderausstellung, die auch in Aues Partnerstadt Guingamp und an der Universität im französischen Rennes gezeigt wurde. |
| 2015 2016                 | Ulrich Gilbert                | ev.-luth. Pfarrer, Superintendent i. R. für den Kirchenbezirk Aue                                                                             | „Ulrich Gilbert hatte dieses Amt zu einer Zeit inne, die unter dem Namen friedliche Revolution in die Geschichtsbücher eingehen wird. Mit großem Verantwortungsgefühl und Besonnenheit gab er unter dem Dach der Kirche denjenigen Schutz, die sich mutig für Veränderungen einsetzten. – Am 6. November 1989 versammelten sich 20.000 Menschen in Aue. Dem Protestmarsch ging ein Fürbittgottesdienst in der Friedenskirche voraus, geleitet von Superintendent Ulrich Gilbert.“ Die Verleihung der Ehrennadel erfolgte für das Jahr 2015; am 4. Juli 2016 ist U. Gilbert verstorben. |
| 2015 2016                 | Gunther Haufe                 | Stadtrat a. D. | daneben Aufsichtsrat der Auer Wohnungsbaugesellschaft, Beirat bzw. Ältestenrat des Städtebundes Silberberg Der in Dresden Geborene kam mit seinen Eltern 1951 ins Erzgebirge. Insbesondere engagierte sich Haufe in der Wendezeit zur Verringerung der Luft- und Wasserverschmutzung. Zur ersten Kommunalwahl nach 1990 stellte sich Günther Haufe als Mitglied der Neuen Forums-Grüne Liga-Grüne Partei und wurde in die neue Stadtverordnetenversammlung gewählt. Gern führte er auch Gäste durch die Stadt oder begleitete sie nach Dresden. Im August 2020 verstorben. |
| 2015 2016                 | Naoshi Takahashi              | Dirigent | Chefdirigent der Erzgebirgischen Philharmonie Aue sowie Generalmusikdirektor des Eduard-von-Winterstein-Theaters in Annaberg-Buchholz Takahashi steht für die gute Entwicklung der Erzgebirgischen Philharmonie, die auch dank seiner Leitung mit eigenem Profil und Wiedererkennungswert die Stadt Aue und das Erzgebirge [...] präsentiert. Die Philharmonikerbälle gehören mit zu den jährlichen kulturellen Höhepunkten der Stadt und tragen seine künstlerische Handschrift. – Im Jahr 2021 kehrte Naoshi Takahashi nach mehr als 16 Jahren im Erzgebirge nach Japan zurück. |
| 2016 2017                 | Grit Wolf und Heidemarie Korb | Vereinsvorsitzende (Wolf) und künstlerische Leiterin (Korb) des Blema-Chors ‚Gerhard Hirsch Aue‘ e. V., stellvertretend für den gesamten Chor | „[…] für die langjährige kontinuierliche Arbeit und die Qualität des Chores, der letztes Jahr sein 70-jähriges Bestehen gefeiert hat.“ Grit Wolf und Heidemarie Korb leiten als Tandem den Blemachor Gerhard Hirsch Aue e.V. und bereichern damit das kulturelle Leben in Aue und der Region. Ihnen ist zu verdanken, dass der 1946 gegründete Chor heute noch aktiv ist. [...] Die Sängerinnen und Sänger tragen Neues und Bewährtes in verschiedenen Konzerten und zu besonderen Anlässen vor. Sie pflegen Gesangs-Partnerschaften in Aues Partnerstädten Solingen und Kadaň. |
| 2016 2017                 | Rüdiger Jurke                 | Geschäftsführer der EHV Aue Marketing & Spielbetriebs-GmbH & Co KG                                                                            | „Seit über 40 Jahren ist er (R. Jurke) mit dem Verein verbunden und seit über 20 Jahren als Manager tätig. Er schrieb die Erfolgsgeschichte der Auer Handballer maßgeblich mit.“ |
| 2017 2018                 | Stefan Popella                | Fleischermeister | Führt in dritter Generation sein Geschäft und hat es gerade an seine Tochter Fleischermeisterin Christin Popella weitergegeben. Die Popellas bezeichnen ihr Angebot als Genusshandwerk und sind die einzige von früher 16 privaten Fleischereien in Aue. Der Geehrte konnte wegen schwerer Krankheit die Auszeichnung nicht selbst entgegennehmen. Stefan Popella ist 2022 verstorben. |
| 2017 2018                 | Lothar Schmiedel              | langjähriger Geschäftsführer des FC Erzgebirge Aue (FCE)                                                                                      | „[…] Lothar Schmiedel […] hat wie kein anderer dem FCE seinen Stempel aufgedrückt. Kaum ein anderer lebte und liebte den Verein wie er. Wir sind sehr froh, auch als FCE, dass einer unserer Weggefährten diese Ehrennadel bekommt.“ Lothar Schmiedel, der im Januar 2018 seinen 75. Geburtstag feierte, konnte aus Krankheitsgründen der Ehrung nicht selbst beiwohnen, die Auszeichnung nahm sein damaliger Chef Uwe Leonhardt, Eigner der Leonhardt Group, entgegen. Lothar Schmiedel verstarb am 23. Dezember 2019. |
| 2017 2018                 | Tilo Unger                    | Besitzer und Geschäftsführer des Hotels Blauer Engel am Altmarkt                                                                              | Tilo Unger war (auch) Gründungsmitglied der Industrie- und Gewerbevereinigung Aue e. V. (IGA), führte als Präsident jahrelang den Handballverein EHV Aue. Außerdem entwickelte er mit seiner Familie das Hotel Blauer Engel zum ersten Haus am Platz. Wegen schwerer Krankheit nahmen seine Ehefrau Ute sowie die Söhne Claudius und Benjamin die Auszeichnung entgegen. |
| 2018 2019                 | Falk Schellenberger           | Bäckermeister und Chef der Konditorei und Bäckerei Zum Schellenberger                                                                         | Neben der Leitung der Bäckerei (bis 2020) nahm Schellenberger zahlreiche Ehrenämter wahr: Er war Mitbegründer des Förderkreises des FCE und unterstützt(e) den Sportklub mit kreativen Angeboten wie die „Veilchenschnitte“ oder das „Fanbrot“. Im Förderverein Villa Kunterbunt beteiligt er sich an Projekten für die Kinder und lädt (lud) gern in seine Backstube ein. Nadel überreicht beim ersten gemeinsamen Neujahrsempfang seit der Städtefusion. |
| 2019 2020                 | Hans-Christian Schlesinger    | Geschäftsführer der Hermann Wendler GmbH | Schlesinger steht seit 1975 dem Familienunternehmen Hermann Wendler GmbH vor, das sich v. a. nach der Wende auf ein breites Angebot an Industriebedarf, Sicherheitstechnik, ganze Betriebseinrichtungen, Werkzeugtechnik u. ä. spezialisiert hat. – Schlesinger setzt sich für den Erhalt des kulturellen Leben der Stadt ein, weshalb er zu den Mitinitiatoren des Vereins der Freunde und Förderer der Erzgebirgischen Philharmonie Aue e.V. gehört. Als dessen Vorsitzender mobilisierte er die Arbeitsfähigkeit des Kuratoriums und wirkte bei den Vorbereitungen des Philharmonikerballs mit. |
| 2019 2020                 | Jochen Matthes                | Chef vom Feinkosthaus Matthes | Jochen Matthes führt die im 19. Jahrhundert begonnene Familientradition in fünfter Generation erfolgreich fort. Aus der ehemaligen Wild- und Fischhandlung entwickelte er ein Feinkosthaus mit einem Angebot internationaler Spezialitäten. Der Auer Geschäftsmann trägt mit vielen Ideen und seiner täglichen Arbeit dazu bei, das Image der Stadt zu stärken. Matthes ist seit den späten 1990er Jahren Mitglied des deutschlandweiten Netzwerks Corpus Culinario e.V. und beteiligt sich auch mit besonderen Kreationen an einem Delikatessen-Wettbewerb, den sein Team im Jahr 2016 auf dem dritten Platz mit dem Produkt Cassis-Triflé abschließen konnte.                                                                             |
| 2019 2020                 | Reiner Pöschl                 | Gründer der Firma Reifen Pöschl | Mit der Firmengründung setzte Reiner Pöschl am gleichen Standort (Bockauer Straße) den Reifenservice seines Vorgängers Reifen-Meichsner fort. Pöschl war außerdem Mitglied des Stadtrates und Vorsitzender des Auer Schützenvereins e.V. Unter seiner Leitung konnte das Parkschlösschen als Vereinshaus ausgebaut werden. Von dort aus organisierte er federführend das jährliche Herbstfest. Die Reifenfirma übergab er im Jahr 1998 an Sohn Mike Pöschl. Reiner Pöschl verstarb am 14. Juli 2022. |

### Bad Schlemaer Ehrennadel

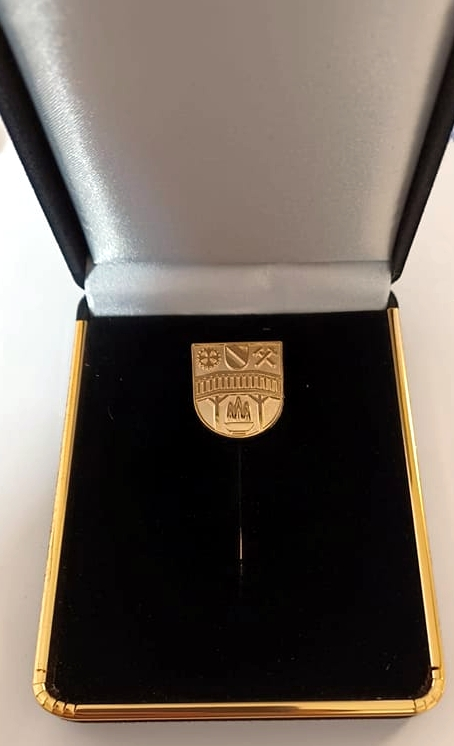
Ehrennadel von
Aue-Bad Schlema

| Datum         | Name                         | Funktion                                                       | Auszug aus der Begründung, Bemerkungen |
| ------------- | ---------------------------- | -------------------------------------------------------------- | --- |
| 11. Jan. 2014 | Stefan Richter               | Geschäftsführer Bergmannsblasorchester Bad Schlema             | Richter hat das Orchester nach 1990 weiter fortgeführt und außerhalb Sachsens bekannt gemacht. Das Orchester ist ein Ensemble aus mehreren Orchestern, in dem Kinder, Jugendliche und Erwachsene in verschiedenen Besetzungen musizieren. Richter gilt als Erfinder des Europäischen Blasmusikfestivals, das seit 1992 in Aue-Bad Schlema stattfindet. Für sein Engagement wurde er außerdem mit dem Verdienstorden der Bundesrepublik Deutschland geehrt, den er aus den Händen des sächsischen Ministerpräsidenten Michael Kretschmer erhielt. im April 2022 verstorben |
| 17. Jan. 2015 | Sigrid Fleischer             | Vorsitzende der Frischemarkt-Genossenschaft (seit August 2019) | Die Frischemarkt-Genossenschaft wurde 2006 gegründet, sie hat ihren Sitz in der Marktpassage 23 im Ortsteil Bad Schlema. Diese Genossenschaft organisiert für ihre Mitglieder und Kunden preiswerte Einkaufsmöglichkeiten für Waren des täglichen Bedarfs und vermittelt günstige Dienstleistungen. |
| 1. Mai 2016   | Marion Thomas                | 2. Vorsitzende vom Verein zur Wiedereröffnung Kurbad Schlema   | Hat sich zusammen mit Detlef Logsch für den Erhalt des Städtetitels Kurort für die nächsten 10 Jahre engagiert. (Beschluss am 15. 12. 2015) |
| 1. Mai 2016   | Detlef Logsch                | ehemaliger Wanderwegewart                                      | Kurortprädikats-Erhaltung (Beschluss am 15. 12. 2015) |
| 14. Jan. 2017 | Leopold Letzel               | Seniorengruppe Freundschaft                                    | Leopold Letzel (* 1931) ist Vorsitzender der Volkssolidaritätsgruppe Freundschaft im Kurort, wöchentlich organisiert er Treffen im Kultursaal mit Kaffee und Kuchen, Spiel und Spaß, Vorträge oder jährliche Ausfahrten der Gruppe. Zudem gibt er Unterstützung bei Verwaltungsangelegenheiten, Einkäufen oder Arztbesuchen. |
| 13. Jan. 2018 | Jürgen Hüller                | Hobby-Chronist                                                 | engagierter Bürger aus Wildbach (Beschluss am 12. 12. 2017) |
| 18. Jan. 2019 | Christian Harnes             | engagiertes Feuerwehrmitglied                                  | Verliehen, zusammen mit Frank Schellenberger aus Aue, beim ersten gemeinsamen Neujahrsempfang seit der Städtefusion im Oktober 2021. Harnes, seit 1972 Mitglied der Freiwilligen Feuerwehr (damals Niederschlema) hat sich in der Folge in unzähligen ehrenamtlichen Stunden, zuletzt als Gerätewart und Maschinist für Löschfahrzeuge, für das Wohl seiner Mitbürger eingesetzt. Er engagiert sich zudem für die Nachwuchsausbildung. |
| 17. Jan. 2020 | Claus-Dieter Reinhardt       | Ortsvorsteher in Bad Schlema bis 2019                          | „Claus-Dieter Reinhardt war lange Zeit als Ortsvorsteher in Wildbach aktiv.“ |
| 17. Jan. 2020 | Helmut Przewozny (1940–2023) | Fotograf, Grafiker, Maler und Kunsterziehungslehrer            | „Helmut Przewozny hat sich als Kunstlehrer Verdienste über die Schule hinaus erworben.“ Am 4. April 2023 verstorben. |

## (Gemeinsame) Ehrennadel von Aue-Bad Schlema
Die Fusion beider Städte führte zur Einstellung der Vergabe der Brückenehrennadel, dafür gibt es nun laut der im November 2020 neu beschlossenen Satzung eine gemeinsame Ehrennadel von Aue-Bad Schlema, kurz Ehrennadel genannt, die an natürliche lebende Personen vergeben wird. Im Allgemeinen finden zwei Verleihungen pro Jahr statt. Die neue Ehrennadel zeigt das Wappen der fusionierten Stadt.
Die Übergabe der Auszeichnung, für welche Stadträte, der Ortschaftsrat oder der Oberbürgermeister Vorschläge unterbreiten können, ist mit der Verleihung einer Urkunde, der Anstecknadel und der Zahlung einer Anerkennung in Höhe von 250 Euro verbunden.
Die während der Corona-Einschränkungen ausgefallenen Auszeichnungen wurden vom Stadtrat erst im März 2021 beschlossen; die Feierstunden der Jahre 2020 und 2021 fanden im Oktober 2022 statt.
| für Jahr Übergabejahr | Name                                                                        | Funktion | Auszug aus der Begründung, Bemerkung |
| --------------------- | --------------------------------------------------------------------------- | --- | --- |
| 2020 2022             | Françoise Oulmann                                                           | Vorsitzende des Städtepartnerschaftskomitee, ehem. Gymnasiallehrerin                                                                                      | 1992 in das Erzgebirge zugezogen; gebürtige Französin, lehrte ihre Muttersprache am Bertolt-Brecht-Gymnasium in Schwarzenberg. Bald übernahm sie den Vorsitz des Vereins Städtepartnerschaftskomitee Aue Sachs. e.V. Wörtlich heißt es in der Begründung: „Sie hat einen Blick über alle Grenzen hinaus, ist Vermittler zwischen Kulturen und Gesellschaften, zwischen Klassik und Rock, zwischen Jung und Alt“. |
| 2020 2022             | Manfred Speer                                                               | Sanierungsbetrieb Wismut a. D. | „Die Bergbauhinterlassenschaften aus der Anfangszeit der Wismut, konkret aus den Jahren 1946–1960, wurden 2003 zwischen dem Freistaat Sachsen und dem Bund mit dem Altstandorte-Abkommen geregelt. Die Projektleitung lag bei der Wismut GmbH, ab 2010 in den Händen von Manfred Speer. Mit seiner Begleitung konnten in den Jahren 2013 und 2019 Folgeabkommen in Millionenhöhe unterzeichnet werden.“ |
| 2020 2022             | Mitglieder des Fördervereins Herrenhaus Auerhammer e. V.                    | | „Dem 2002 gegründeten Verein ist es gelungen, diesen zweitältesten Profanbau der Stadt zu erhalten. Hier lebten die Betreiber des Auer Hammers, unter anderem die Schnorrs, [...] aber auch Ernst August Geitner, der vor 200 Jahren das Neusilber erfand. Der Förderverein hat Netzwerke aufgebaut und viele Sponsoren und Helfer gewinnen können, mit deren Hilfe das Haus saniert werden konnte.“ Der Vorsitzende Matthias Gläser und sein Stellvertreter Burkhard Ritter nahmen die Auszeichnung bei einer Feierstunde im Herrenhaus Auerhammer entgegen. |
| 2021 2023             | Rainer Pommer                                                               | Inhaber eines Karosserie- und Lackierfachbetriebes in Aue                                                                                                 | „Für seinen ehrenamtlichen Einsatz als Vorsitzender des 1. SC Aue und Organisator des Zschorlauer Dreieckrennens.“ Feierliche Übergabe im Kleinen Saal des Kulturhauses Aktivist, OT Bad Schlema am 23. Juni 2023. |
| 2021 2023             | Verein zur Förderung, Bewahrung und Erforschung von Klösterlein Zelle e. V. | | Mit seinem Einsatz gelang es, den historischen Sakralbau Klösterlein Zelle aus der Pionierzeit des Erzgebirges zu erhalten; vor allem durch Forschungen und Öffentlichkeitsarbeit. Übergabefeier am 23. Juni 2023 (s. o.) |
| 2021 2023             | Heinz Poller                                                                | Stadtchronist | „Für sein Engagement zur Erforschung der Geschichte von Aue, seine Vorträge und die Herausgabe der Jahreschroniken.“ Übergabefeier am 23. Juni 2023 (s. o.) |
| 2021 2023             | Karla Hecker                                                                | Interessierte Bürgerin | „Für das Schreiben von Laden- und Unternehmensgeschichten und weiterer Artikel für das Quartiersmagazin sowie für die Unterstützung des Ortschronisten bei den Jahreschroniken.“ Übergabefeier am 23. Juni 2023 (s. o.) |
| 2021/2022 2023        | Oliver Titzmann (* 1966)                                                    | Gymnasiallehrer und Chronist | „Für seine langjährigen Forschungsarbeiten und Veröffentlichungen zur Geschichte Bad-Schlemas und weiteren historisch bedeutsamen Themen der Region.“ Übergabefeier am 23. Juni 2023 (s. o.) |
| 2023 2024             | Christine Rößler (* um 1940)                                                | Dipl.-Ing., Buchhalterin, Inhaberin einer Kosmetikfirma im OT Bad Schlema                                                                                 | „Die seit 1998 bestehende Firma Beautyspa entwickelte sich zu einem der führenden Kosmetik Full-Service Lohnhersteller in Deutschland.“ [...] Christine Rößler und ihr Mann erwarben nach schwierigen Verhandlungen mit der Treuhandanstalt das seit 1990 leerstehende Wismut-Gebäude und etablierten ihre neue Firma dort. Für ihre Produkte und die Dienstleistungen erhielt sie in den folgenden Jahren mehrfache Auszeichnungen. Damit hatte sie großen Anteil an der Entwicklung des Kurortes. Übergabefeier am 12. April 2024 im Hammerherrenhaus       |
| 2023 2024             | Axel Dietz (* 1942)                                                         | Künstler, Modellbauer | „[...] insbesondere für sein detailgenaues Modell des Motorschiffes ‚Aue‘ sowie für seine Gemälde von namhaften Schiffen aus aller Welt und Bauwerken aus seiner Wahlheimat.“ Besonders bedeutend war seine Aktion des Bemalens von 13 Omnibussen mit erzgebirgischen Motiven, wofür Dietz sogar in das Guinness-Buch der Rekorde 2022 eingetragen wurde. Einige seiner Wandbilder im öffentlichen Raum sind beispielsweise auf dem Eichert gegenüber der Bäckerei Schellenberger sowie im Hotel Ross in Zwönitz zu sehen.                                    |
| 2023 2024             | Philipp Epperlein                                                           | ehrenamtlicher Fachbereichsleiter Sport, Presse, Sponsoring Marketing im FC Erzgebirge Aue hauptberuflich: Erzieher in der Kita Löwenzahn in Aue-Alberoda | „Epperlein gehört zu den Organisatoren des Schwimm-Wettbewerbs Wismutpokal, der seit dem Jahr 2005 regelmäßig ausgetragen wird und an dem sich mittlerweile (Stand Ende 2023) mmehr als 300 Schwimmer aus den Partnerstädten von Aue-Bad Schlema und aus anderen europäischen Ländern beteiligen.“ Außerdem betreut er seit 2014 den Schwimmernachwuchs der Stadt. |

## Jungunternehmerpreis

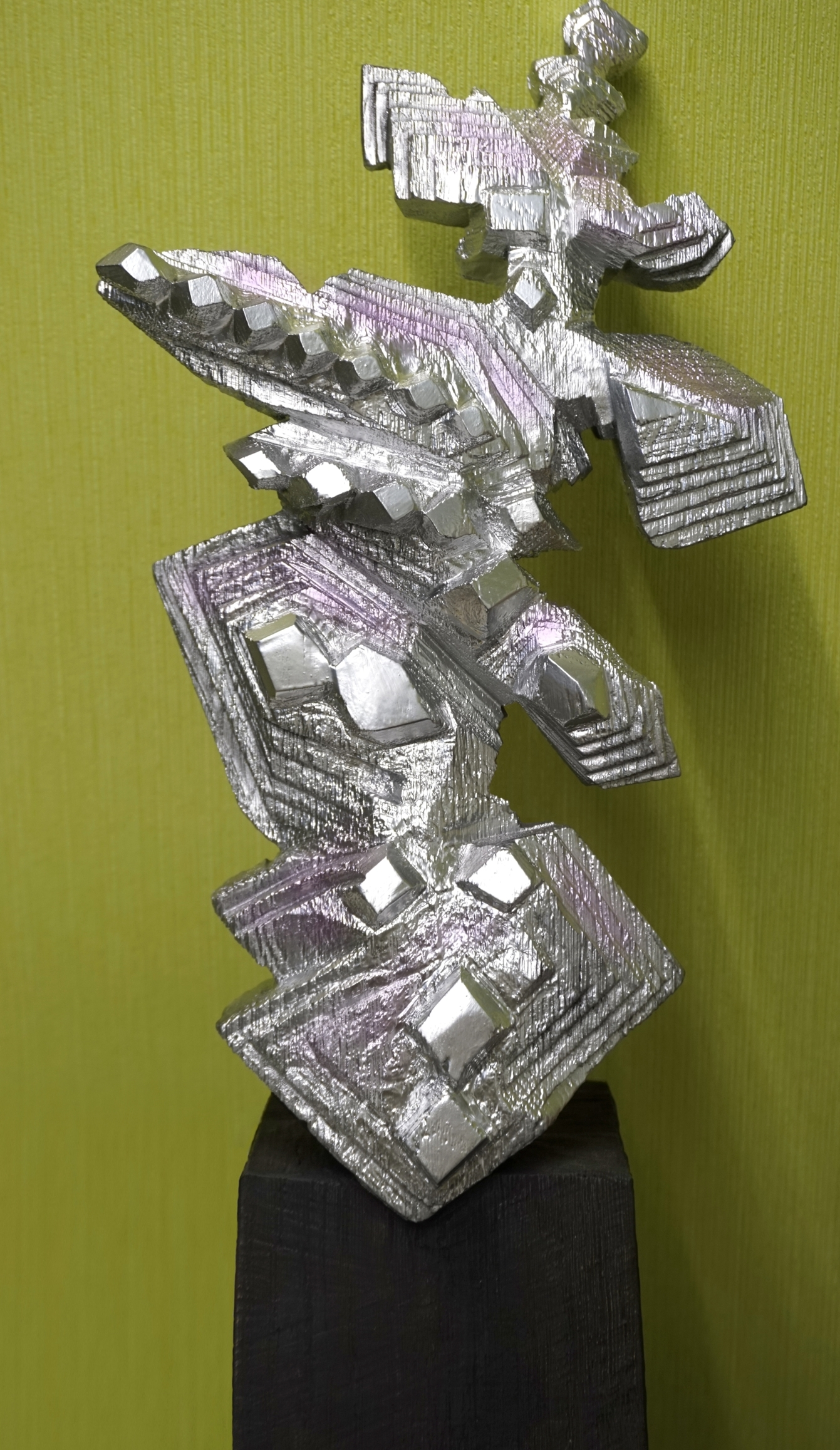
Jungunternehmerpokal,
ab 2021

Kandidieren können alle neu gegründeten Unternehmen aus dem Bereich Städtebund Silberberg.
Der Preis in Höhe von 1000 Euro wurde erstmals für das Jahr 2016 ausgelobt; er wird von der Industrie- und Gewerbevereinigung Aue e. V., der Deutschen Bank, der Großen Kreisstadt Stadt Aue und der Freien Presse gestiftet.
Ab 2017 werden jährlich drei Jungunternehmer gewählt, das Preisgeld wird gestaffelt: 750 €, 500 € und 250 € jeweils als Verrechnungsscheck. –
Bis 2020 stammte der jährliche Pokal von jeweils einem anderen Künstler. Seit 2021 wird ein künstlerisch gestalteter zwölffach vergrößerter Silber-Kristall überreicht, der das Silbervorkommen in der Gegend symbolisiert. Der Künstler Tobias Michael aus Lauter entwarf die Skulptur. – Nur der/die Erstplatzierte erhält eine Skulptur.
Die feierliche Auszeichnung erfolgt beim Neujahrsempfang des Oberbürgermeisters im Folgejahr, zusammen mit der Ehrennadel-Verleihung.
| für Jahr                            | Preisträger                       | Platzierung | Funktion                                                         | Begründung, Bemerkung |
| ----------------------------------- | --------------------------------- | ----------- | ---------------------------------------------------------------- | --- |
| 2017                                | Enrico Heymann                    | (1. Platz)  | Firmenchef von Clen Solar                                        | Der 29-jährige Chef hatte die Firma 2009 mit einem Partner gegründet. Clen Solar errichtet maßgeschneiderte Photovoltaikanlagen. Vierzehn Mitarbeiter kümmern sich um Planung, Montage und Wartung. Derzeit (2018) wird eine Außenstelle in der Schweiz aufgebaut. Das Preisgeld spendete der Preisträger an eine gemeinnützige Einrichtung in Aue. Den ersten Pokal gestaltete und fertigte der Holzbildhauer Jesko Lange. (siehe Abb.)                                                                             |
| 2018                                | Nils Bergauer                     | 1. Platz    | Inhaber der Lederhandschuh-Manufaktur in Schneeberg              | Mit seiner 2012 gegründeten Manufaktur hat Bergauer einem alten, zum Teil vergessenen Handwerk neuen Glanz zu verleihen. [...] Er beschäftigt inzwischen (Stand Ende 2017) vier Mitarbeiter, darunter einen Flüchtling aus Afghanistan. Sein Produkt unter der Marke N.B. Zahor präsentiert er bundesweit auf verschiedenen Messen [...] und kommt damit an. Bergauer führt die bereits 1876 von seinen Vorfahren gegründete Lederhandschuhproduktion fort. Den Siegerpreis gestaltete Holzbildhauer Robby Schubert. |
| 2018                                | Jörg Kattermann                   | 2. Platz    | Geschäftsführer der GL Gießerei Lößnitz GmbH                     | Der studierte Gießereitechniker wurde Mitarbeiter in der Leitung der Gießerei, die handgeformte Gussteile, Werkzeugguss und Vollformguss nach Holz- oder Styropormodellen und Schablonen herstellt. Teile für jeden fünften Pkw wurden mit Werkzeugen aus der Gießerei Lößnitz gefertigt. |
| 2018                                | Mike Eberhardt                    | 3. Platz    | Inhaber des Professional Security Service (PSS)                  | Gemeinsam mit Bruder Ronny und Torsten Badstübner leitet er das Auer Unternehmen mit rund 80 Mitarbeitern. Sie sichern Veranstaltungen, Personen oder Objekte und sind für Firmen, Stadtverwaltungen, öffentliche Träger und Privatpersonen tätig. Dafür werden individuelle, anlassbezogene und somit vor allem passgenaue Sicherheitskonzepte erarbeitet und umgesetzt. |
| 2019                                | Dirk Bauer-Reich                  | 1. Platz    | Geschäftsführer der Klesch GmbH – Pulverbeschichtungen aus Aue   | Das international tätige Dienstleistungsunternehmen ist ein erfahrener Spezialist, welches sich in den vergangenen vier Jahrzehnten einen besonderen Ruf in der Branche der Oberflächenveredelung und Pulverbeschichtung erarbeiten konnte. Den Preis hat der Holzbildhauer Hartmut Rademann geschaffen. |
| 2019                                | Tobias Hinkel                     | 2. Platz    | Geschäftsführer der Firma Hinkel Gabelstapler & Fahrzeug Service | Hinkel hat sein Preisgeld um 300,00 € aufgestockt und spendete jeder der vier Kitas im Ortsteil Bad Schlema und Wildbach damit 200,00 €. In einer öffentlichen Aktion Anfang Februar 2018 erfolgte die Spendenübergabe. |
| 2019                                | Steve Serve                       | 3. Platz    | Mitarbeiter der Firma Car-Lack GmbH Schwarzenberg                | Das Unternehmen mit aktuell 25 Mitarbeitern bietet seit 1993 ein breites Spektrum an hochwertigen Lackier- und Karosseriearbeiten, Pkw- sowie Lkw-Abschlepp- und Bergedienst, Kfz-Ankauf und -Verkauf, Reifendienst und Sandstrahlarbeiten sowie Transport- und Krandienstleistungen an. |
| 2020                                | Christin Popella                  | 1. Platz    | Inhaberin der Fa. Popella Genusshandwerk Aue                     | Die Jungunternehmerin führt seit 2019 die über 100-jährige Familientradition fort. „Ob bei einem Buffet für 100 Gäste, auf dem Stadtfest, oder zum Weihnachtsmarkt, auf Schritt und Tritt begegnet man (dem) Genusshandwerk Popella.“ Sie ist Initiatorin des Vermarktungsprojekts Regional – saisonal – nachhaltig – SÄCHSY mit dem Schwerpunkt Regionalität im Lebensmittelbereich. – Der Preis stammt vom Holzbildhauer Paul Brockhage.                                                                           |
| 2020                                | Hardy Kotsch                      | 2. Platz    | Chef der Metallveredlung Kotsch GmbH aus Schneeberg              | Kotsch (1979 geboren) führt ein Familienunternehmen, das 1945 gegründet worden ist. [...] Hardy Kotsch hat im Jahr 2019 rund acht Millionen Euro für ein neues Werksgebäude investiert. Dort entsteht eines der modernsten Beschichtungswerke Europas und Hardy Kotsch hat die Anlage selbst geplant. |
| 2020                                | Thomas Daniel und Frank Leischker | 3. Platz    | Geschäftsführer der IGW Bau GmbH Schwarzenberg                   | Das Unternehmen wurde 2004 durch Daniel und Leischker mit 2 Mitarbeitern gegründet. Beide haben zuvor bereits längere Zeit als Bauleiter im Hoch- und Schlüsselfertigbau zusammengearbeitet. Das IGW Bau entwickelte sich (Stand 2020) zu einem renommierten Unternehmen mit 92 Angestellten. |
| 2021 siehe Foto am Abschnittsbeginn | René Lang                         | 1. Platz    | Geschäftsführer Lang-Reisen GmbH aus Schwarzenberg               | Das 1990 gegründete Unternehmen wird (nun) von René Lang in der zweiten Generation geführt. In der Corona-Zeit hat er eine Initiative zur Rettung der klein- und mittelständischen Unternehmen der Tourismus-Branche ins Leben gerufen. Corona-bedingt übergeben im Februar 2022 im Schneeberger Ratssaal. |
| 2021                                | Brüder Eidam                      | 2. Platz    | Eidam Landtechnik GmbH                                           | „Die EIDAM-Landtechnik GmbH, vormals Hofmann & Co, ein traditionsreiches mittelständisches Unternehmen, [...] bedient im konstruktiven Maschinenbau Kunden im In- und Ausland, wobei Qualität, Liefertreue und eine hohe Flexibilität oberstes Gebot sind. Die Kernkompetenz liegt in der Entwicklung und Fertigung von Komponenten, Baugruppen und Endprodukten für Kunden in den Bereichen Landtechnik und Nutzfahrzeugbau.“                                                                                       |
| 2021                                | Franziska Reh                     | 3. Platz    | Modedesignerin                                                   | Franziska Reh hat sich vor ein paar Jahren mit dem Label Bambinii (italienisch für Kinder) selbstständig gemacht. Ihr hatten besonders die Mützen und Tücher, die der Sohn getragen hatte, gefallen. Reh hat diese weiterentwickelt und die ersten Kleidungsstücke im heimischen Wohnzimmer hergestellt. Inzwischen designed sie Mode für alle Generationen. Bambinii ist zu einer Erfolgsgeschichte geworden. |

## Sonstiges
Beim Tod der ausgezeichneten Person verbleibt die Nadel im Eigentum der Familie bzw. der Erben.